# Succinea vaginacontorta
Succinea vaginacontorta är en snäckart som beskrevs av C. B. Lee 1951. Succinea vaginacontorta ingår i släktet Succinea och familjen bärnstenssnäckor. Inga underarter finns listade i Catalogue of Life.